# Hippasa brechti
Hippasa brechti là một loài nhện trong họ Lycosidae.
Loài này thuộc chi Hippasa. Hippasa brechti được Mark Alderweireldt & Rudy Jocqué miêu tả năm 2005.